# Pseudagrioninae
Pseudagrioninae – podrodzina ważek z rodziny łątkowatych (Coenagrionidae).
Skrzydła tych ważek mają nieszczególnie długie szypułki, drobne znamiona o wielkości najwyżej jednej komórki, równoległe przednie i tylne krawędzie komórek dyskoidalnych (czworobocznych) oraz arculus położony w połowie odległości pomiędzy nasadą a węzełkiem. Pazurki odnóży wyposażone są w haczyki. Samice nie mają kolca na wulwie.
Takson ubikwistyczny. Większość przedstawicieli występuje w strefie tropikalnej Afryki, Azji i Australazji.
Należy tu blisko 200 gatunków, zgrupowanych w 8 rodzajach:
- Archibasis Kirby, 1890
- Austroagrion Tillyard, 1913
- Caliagrion Tillyard, 1913
- Erythromma Charpentier, 1840
- Paracercion Weekers & Dumont, 2004
- Pseudagrion Selys, 1876
- Xanthagrion Selys, 1876
- Xanthocnemis Tillyard, 1913